# 생리체
생리체는 생리현상을 일으키는 단백질, 유전차, 기질, 화합물, 조직, 및 장기들과 그들 간의 조절 상호작용의 총체를 말한다.

## 같이 보기
- 유전체
- 단백체
- 전사체
- 상호작용체